# 유상욱
유상욱(1993년 ~)은 대한민국의 마술사, 가수이다.

## 방송
- 대한민국 팔도 명물 인증쇼, 나야나 (2020)
- 이제 만나러 갑니다 (2020)
- 보이스킹 (2021) - Top86
- 미스터트롯2 - 새로운 전설의 시작 (2022) - Top119

## 공연
- 유상욱마술사의 잉글리쉬매직북 (2018)